# Banán-zsomboly
A Banán-zsomboly Magyarország megkülönböztetetten védett barlangjai között van. Az Aggteleki Nemzeti Park területén található. Az Aggteleki-karszt és a Szlovák-karszt többi barlangjával együtt 1995 óta a világörökség része. Az ötödik legmélyebb zsombolya volt az Alsó-hegy magyarországi részének. 45 m mély bejárati aknája a harmadik legmélyebb egybefüggő barlangakna volt az Alsó-hegy magyarországi részén. Bódvaszilas megkülönböztetetten védett hat barlangja közül az egyik.

## Leírás
Az Alsó-hegy fennsíkján, Bódvaszilas központjától É-ra, a Vecsem-bükk csúcsától 117°-ra 470 m-re, a Vecsembükki-zsombolytól Ny-ra 250 m-re, egy fokozottan védett területen lévő nagy töbör É-i oldalában, közel a töbör aljához található a barlang bejárata. A töbör közvetlenül a Vecsembükki-zsomboly töbre mellett helyezkedik el és a töbörben van a Darázs-lyuka bejárata, valamint a töbörperemen a Karácsony-zsomboly bejárata. Néhány turistatérkép jelöli a Banán-zsomboly helyét a barlang nevének a kiírásával. A Vecsembükki-zsombolytól haladva a sárga sáv jelzésű turistaúton, az úttól balra található. A zsomboly függőleges tengelyirányú bejárata egy robbantott, szűk, nehezen észrevehető hasadék.
A barlang vízszintes kiterjedése 7,5 m. A barlangra a függőleges járatok jellemzők. Egy 45 m mély bejárati aknából, egy 25 m mély, párhuzamos oldalkürtőből, amely két helyen csatlakozik a bejárati aknához és egy 30 m magas vakkürtőből áll a zsomboly. Oldási csatornák és cseppkövek figyelhetők meg benne. A legmélyebb pontja pontosan a bejárat alatt található. Alján, ahol régen egy időszakos kis tó volt, néha nagy pele is előfordul. A vakkürtőben egy rögzített kötél van elhelyezve. A barlang megtekintéséhez engedély és kötéltechnikai eszközök alkalmazása szükséges. A bejárásához 50 m kötelet, egy csavartnittfület, két karabinert és egy kötélgyűrűt ajánlott használni.
Az 5. legmélyebb zsombolya volt az Alsó-hegy magyarországi részének, az Almási-zsomboly, a Vecsembükki-zsomboly, a Szabó-pallagi-zsomboly és a Rejtek-zsomboly után. A zsomboly 45 m mély bejárati aknája a harmadik legmélyebb egybefüggő barlangakna volt az Alsó-hegy magyarországi részén, a Vecsembükki-zsomboly és a Szabó-pallagi-zsomboly legmélyebb egybefüggő aknái után.
Előfordul a barlang az irodalmában 34 (Kósa 1992), Banánlyuk-zsomboly (Kósa 1964), Banánová propast (Vlk 2019), Komjáti VII. sz. zsomboly (Bertalan 1976), V/6 (Kósa 1964), V/11 (Kósa 1992) és V-21 (Kósa 1992) neveken és jelzésekkel is. A barlang azért kapta a Banán-zsomboly nevet, mert bejárati hasadéka a bejárat kitágítása előtt banán alakú volt.

## Kutatástörténet
1961-ben robbantással tágították ki a barlang banán alakban görbült, járhatatlanul szűk bejárati hasadékát a Vörös Meteor Barlangkutató Szakosztály tagjai, akiknek egy erdész mutatta meg a hasadékot. A feltáráskor idő hiányában nem tudták bejárni. 1962 augusztusában a szakosztály és a Petőfi Barlangkutató Csoport bejárták a barlangot és egy részét felmérték. A szakosztály jelentése alapján a Banán-zsomboly kb. 45 m mély. Ezzel a mélységgel az Alsó-hegyen található zsombolyok között a 9. legmélyebb a Banán-zsomboly. Az 1963. évi Karszt- és Barlangkutatási Tájékoztatóban lévő, a Petőfi Barlangkutató Csoport 1962. évi tevékenységéről szóló jelentésben szó van arról, hogy a Banán-zsomboly részleges felmérés szerint 39 m mély.
Az 1963. évi Karszt- és Barlangkutatási Tájékoztatóban megjelent jelentésben, amely a Vörös Meteor Barlangkutató Szakosztály 1962. évi tevékenységéről szól, az olvasható, hogy a barlang 39 m mély. 1963-ban a Vörös Meteor Barlangkutató Csoport tagjai a Vecsem-bükki kilátóhoz viszonyítva pontosan bemérték a Banán-zsomboly bejáratának helyét. A bemérés szerint a kilátótól 311° 00'-ra, 760 m-re van a zsomboly bejárata. A Kósa Attila által 1964-ben írt, A zsombolyképződés kérdéseiről című tanulmányában meg van említve a Banán-zsomboly. A publikációban lévő térképen megfigyelhető a barlang földrajzi elhelyezkedése.
1967. április 3-án Haász Éva, Kósa Attila, Simsa Péter, Székely Kinga és Varga Mária felmérték a barlangot, majd Kósa Attila a felmérés alapján megszerkesztette a barlang 3 hosszmetszet térképét, 2 keresztmetszet térképét és alaprajz térképét. A térképeket Haász Éva rajzolta. Az 1968. évi Karszt és Barlangban publikálva lett a barlang feltárása és leírása a barlang 1967-ben rajzolt térképeivel és három fényképpel együtt. 1972-ben Walkovszky Attila vizsgálta a légáramlás napi menetét a zsombolyban. Az 1975-ben kiadott, Jakucs László által szerkesztett útikalauzban megjelentek a zsomboly 1967-ben készült térképei.
A Bertalan Károly által írt, 1976-ban befejezett kéziratban lévő 72. számú cédulán az olvasható, hogy a Banán-zsombolynak (V/6, Komjáti VII. sz. zsomboly) Bódvaszilason, az Alsó-hegyen, 505 m tszf. magasságban helyezkedik el a bejárata. Robbantással tágították ki a bejáratot, amely a tágítás előtt banán alakú volt. A barlang 6 m hosszú és 45,3 m mély. A kézirat barlangot ismertető része 2 publikáció és 1 kézirat alapján lett írva. Az 1977. január 30-án készült és 1975. novemberi bejáráson alapuló szpeleográfiai terepjelentés szerint a barlang függőleges kiterjedése 44,5 m. Az 1977. évi Karszt és Barlangban megjelent, Bajomi Dániel által írt tanulmányban van egy Magyarország térkép, amelyen a Magyarországon lévő, biológiailag kutatott barlangok földrajzi elhelyezkedése figyelhető meg. A térképen látható a biológiailag feldolgozás alatt álló Banán-zsomboly földrajzi elhelyezkedése. A folyóirat 1977. évi különszámába bekerült a tanulmány angol nyelvű változata. Ebben a tanulmányban is közölve lett a térkép, amelyen Banán Shaft a barlang neve.
Az 1977. évi Karszt és Barlangban megjelent összeállítás alapján, 1977. december 31-én Magyarország 46. legmélyebb barlangja az Aggteleki-karszton elhelyezkedő, 1977. december 31-én 54 m mély, 1976-ban és 1975-ben pedig ismeretlen mély Banán-zsomboly. Ez az összeállítás naprakészebb az 1978. májusi MKBT Meghívóban publikált listánál. Lukács László 1978-as írott közlése alapján lett megállapítva, hogy a barlang 54 m mély. Az MKBT Meghívó 1978. júniusi számában publikálva lett, hogy az 1978. májusi MKBT Meghívóban napvilágot látott, Magyarország legmélyebb és leghosszabb barlangjai című felsorolásból kimaradt, Aggteleki-karszton lévő Banán-zsomboly mélysége Lukács László szerint 54 m.
Az 1984-ben megjelent, Magyarország barlangjai című könyvben van egy Magyarország térkép, amelyen a Magyarországon lévő, biológiailag kutatott barlangok földrajzi elhelyezkedése figyelhető meg. A térképen látható a biológiailag feldolgozás alatt álló Banán-zsomboly földrajzi elhelyezkedése. A kiadvány országos barlanglistájában szerepel az Aggteleki-karszton lévő barlang Banán-zsomboly néven Komjáti VII. sz. zsomboly és V/6 névváltozatokkal. A listához kapcsolódóan látható az Aggteleki-karszt és a Bükk hegység barlangjainak földrajzi elhelyezkedését bemutató 1:500 000-es méretarányú térképen a barlang földrajzi elhelyezkedése. Az 1987. december 31-i állapot alapján Magyarország 54. legnagyobb függőleges kiterjedésű barlangja az 5450 barlangkataszteri egységben lévő, 54 m függőleges kiterjedésű Banán-zsomboly. Az 55. legnagyobb függőleges kiterjedésű barlang (Kossuth-barlang) szintén 54 m függőleges kiterjedésű. Az összeállítás szerint az 1977. évi Karszt és Barlangban közölt mélységi listában a Banán-zsomboly 54 m mély. 1991. március 30-án a MÁFI Barlangkutató Csoport a zsomboly alján alvó nagy pelét talált és azt a felszínre vitte.
A BEAC Barlangkutató Csoport 1991. évi jelentése szerint 1991-ben a csoport egy 30 m magas vakkürtőt tárt fel a barlangban. Ebben az évben a csoport tagjai felmérték a barlangot, majd a felmérés alapján megszerkesztették a barlang alaprajz térképét, 2 hosszmetszet (1–1' és 2–2') térképét és 2 keresztmetszet térképét. Az alaprajz térképen ábrázolva van a 2 hosszmetszet fekvése a barlangban, a 2–2' hosszmetszet térképen pedig látható a 2 keresztmetszet elhelyezkedése a barlangban. Az 1992. évi Karszt és Barlangban publikált, az Alsó-hegy magyarországi részének töbreit, zsombolyait és beszakadásait bemutató ábrán látható a barlang földrajzi elhelyezkedése. Az 1992-ben kiadott, Alsó-hegyi zsombolyatlasz című könyvben lévő, az Alsó-hegy fennsíkjának magyarországi oldalát bemutató egyik térképen látható a barlang földrajzi elhelyezkedése. A kiadványban megjelentek a barlang 1967-ben és 1991-ben készült térképei. Több adattal együtt fel van tüntetve hét irodalmi hivatkozás, amelyek a barlangra vonatkoznak.
A Troglonauta Barlangkutató Csoport 1993. évi jelentésébe bekerült egy színes fénykép, amelyen a zsomboly alja látható. Az MKBT Műsorfüzet 1994. évi május–júniusi füzetéből megtudható, hogy az árusításra került Alsó-hegy térképlapon a Banán-zsomboly neve Bahán. A barlang 1995 óta az Aggteleki-karszt és a Szlovák-karszt többi barlangjával együtt a világörökség része. A Nyerges Attila által 1997-ben készített szakdolgozat szerint a 45 m mély Banán-zsomboly az Alsó-hegy magyarországi részének 13. legmélyebb barlangja. Az 1999. évi Lakatos Kupa egyik helyszíne volt. 2002-ben megjelent egy hír, amely szerint a zsombolyban régi nitt található.
A 2005-ben napvilágot látott, Magyar hegyisport és turista enciklopédia című kiadványban meg van említve, hogy Taródi Péter nevéhez fűződik a Banán-zsomboly első bejárása. Az Aggteleki Nemzeti Park Igazgatóság működési területén lévő, 5452/44 nyilvántartási számú Banán-zsomboly, 2006. február 28-tól, a környezetvédelmi és vízügyi miniszter 8/2006. KvVM utasítása szerint, megkülönböztetett védelmet igénylő barlang. A 2008. szeptember 27-én megrendezett XV. Lakatos Kupa kiadványában 45,3 m mély és 108 m hosszú barlangként szerepel a Banán-zsomboly. A füzetben megjelent a barlang alaprajz térképe, függőleges hosszmetszet térképe és 4 keresztmetszet térképe. A hosszmetszet térképen látható a barlang beszerelési vázlata és a 4 keresztmetszet elhelyezkedése a barlangban. A térképeket ismeretlen időpontban, ismeretlen személy készítette. A térképlapon jelölve van az É-i irány. A barlang a verseny egyik lehetséges érintőpontja volt. Az Aggteleki Nemzeti Park Igazgatóság működési területén lévő, 5452-44 kataszteri számú Banán-zsomboly, 2012. február 25-től, a vidékfejlesztési miniszter 4/2012. (II. 24.) VM utasítása szerint, megkülönböztetetten védett barlang.
Az Alsó-hegy karsztjelenségeiről szóló, 2019-ben kiadott könyvben az olvasható, hogy a Banán-zsomboly (Banánová propast) 108 m hosszú és 45,3 m mély. A barlang azonosító számai: Szlovákiában 34, Magyarországon 5452/44. A könyvben publikálva lett a barlang hosszmetszet térképe, 4 keresztmetszet térképe és alaprajz térképe, amelyek 1991-ben készültek. A hosszmetszet térképen látható a 4 keresztmetszet elhelyezkedése a barlangban. A barlangot 1991-ben a BEAC mérte fel, majd a BEAC 1991-ben, a felmérés felhasználásával megrajzolta a barlang térképeit. A térképeket 2014-ben Luděk Vlk digitalizálta. Publikálva lett egy színes fénykép a könyvben, amelyen a barlang bejárata figyelhető meg. A kiadványhoz mellékelve lett az Alsó-hegy részletes térképe. A térképet Luděk Vlk, Mojmír Záviška, Ctirad Piskač, Jiřina Novotná, Miloš Novotný és Martin Mandel készítették. A térképen, amelyen fekete ponttal vannak jelölve a barlangok és a zsombolyok, látható a Banán-zsomboly (5452/44, 34) földrajzi elhelyezkedése.

## További irodalom
- Dénes György: [Alsóhegyi] zsombolyok, víznyelőbarlangok, egyéb barlangok. Kéziratos jegyzék. Budapest, 1975. 2 old.
- Havliček, David – Vojiř, V.: Speleologický Prúzkum Dolného Vrchu. Slovensky Kras, 1984. 22. köt. 213–244. old.
- Kósa Attila: Közvetlen felszínalatti karsztos képződmények morfológiai és műszaki vonatkozású vizsgálata. Kézirat, 1969. Doktori disszertáció, Budapesti Műszaki Egyetem.
- Kósa Attila: Az Alsó-hegy zsombolyai. Barlangnapi tájékoztató. MKBT és Tektonik, 1982.
- Kraus Sándor: Barlangföldtan. 1984.
- Vojiř, V.: Dolný Vrch, I. etapová zpráva o speleologickém prúzkumu. 1973. Speleologicky Klub Praha.